# Korićani-szikláki mészárlás
A Korićani-szikláki mészárlás több mint 200 bosnyák és horvát férfi tömeges meggyilkolása volt 1992. augusztus 21-én, a boszniai háború alatt, a Bosznia-Hercegovina középső részén, a Vlašić-hegységben található Korićani-sziklákon (bosnyákul, horvátul és szerbül: Korićanske stijene). 
Az áldozatokat, a boszniai szerbek által irányított trnopoljei koncentrációs tábor egykori fogvatartottait elválasztották a civilek nagyobb csoportjától, akiket Bosznia középső részére, a Bosznia-Hercegovinai Köztársaság által ellenőrzött területre vittek. A mészárlást a prijedori Közbiztonsági Központ,(CJB)  a boszniai szerb tartalékos rendőrség különleges reagálású csoportjának tagjai hajtották végre.
A mészárlást kivizsgálták, és a Nezavisne Novine című boszniai szerb újság cikksorozatában leközölték az áldozatok nevét.[1] 1999-ben az újság szerkesztője, Željko Kopanja, aki az esemény feltárásán dolgozott, egy ellene irányuló bombatámadásban maradandó sérüléseket szenvedett.
A volt Jugoszláviával foglalkozó Nemzetközi Törvényszék (ICTY) és a Bosznia-Hercegovinai Bíróság előtt lefolytatott perek során a gyilkosságokat elkövető csoport tagjait, köztük vezetőjüket, Darko Mrđát elítélték, és különböző hosszúságú szabadságvesztésre ítélték. A Bosznia-Hercegovinai Bíróságon lezajlott utolsó nagyobb perben 2010. december 21-én Zoran Babićot, Milorad Škrbićet, Dušan Jankovićot és Željko Stojnićot, akik a háború alatt a prijedori Közbiztonsági Központban dolgoztak, több mint 200 bosnyák és horvát polgári személy ellen a Korićani-szikláki mészárlás során elkövetett háborús bűnökben találták bűnösnek és több évtizedes börtönbüntetésre ítélték őket. A mészárlás feltételezett főszervezőjét, Simo Drljačát, akkori prijedori rendőrfőnököt a letartóztatására tett kísérlet közben agyonlőtték.
Az áldozat több mint 3500, nem szerb fogoly volt, akiket 1992-ben, a Prijedor térségében folyó etnikai tisztogatási akció során fogtak el. A Korićani-szikláki mészárlás mögött álló egységről azt állították, hogy számos más bűncselekményt is elkövetett a környéken, köztük néhányat a helyi szerbek ellen. A helyszín szisztematikus vizsgálatát követően 2009-ben az áldozatok maradványainak legnagyobb része még nem került elő.

## A mészárlás
1992. augusztus 21-én a boszniai szerbek által fenntartott Trnopolje táborból egy nagy csoportot, mintegy 1200 civil fogolyt szállítottak Bosznia középső részén, a Bosznia-Hercegovinai Köztársaság által ellenőrzött területre. Miután a konvoj elérte a Vlašić-hegységet, a prijedori félkatonai rendőrök egy csoportja, az úgynevezett „intervenciós osztag”, más néven „egerek” és „vörössapkások” körülbelül 200-250 embert választottak ki, választottak le a főcsoporttól, és két buszba zsúfolták őket. A túlélő Medo Sivac (aki akkor 18 éves volt) szerint, amikor a konvoj többi része elindult Travnikba, „elvettek tőlünk minden értékes dolgot, ékszereket, pénzt, órákat.” A kiválasztott férfiakkal közölték, hogy a boszniai kormányerők foglyaira cserélik őket, de ehelyett 15 perces út után a Korićani-sziklák szakadékának szélére vitték őket.
Amikor a buszok megérkeztek a sziklákhoz, az első busz foglyait leszállították, és a szakadék szélére térdeltetve egyenként agyonlőtték őket. Miután a férfiak körülbelül felét leszállították a buszról, a többieket háromfős csoportokban végezték ki. Távozás előtt a rendőrök a holttestekre is lőttek, és kézigránátokat dobtak rájuk. Sivac, aki a második buszon utazott, beszámolt arról, hogy a busz összes utasát együtt kipakolták, majd megparancsolták nekik, hogy álljanak sorba a sziklák szélén, és térdeljenek oda:
„Aztán elkezdődött a szörnyű lövöldözés. A mélybe zuhantam. Nem veszítettem el az eszméletemet, de hirtelen azt éreztem, hogy a sziklához tapadt bokrok miatt vége a zuhanásnak. Onnan menekültem, ahogy csak tudtam az éjszaka folyamán a bozótba. Reggel valahogy megléptem, hogy a közeli erdőben találjak menedéket. Hallottam, mikor jött néhány ember elégetni a holttesteket.”
Az áldozatok közül tizenketten túlélték a lövöldözést és a szakadékba zuhanást. Hetet közülük a Boszniai Szerb Köztársaság (VRS) hadseregének tagjai találtak meg, akik feljelentést tettek a „polgári lakosság elleni szörnyű bűntettről”, de a foglyokat nem engedték azonnal szabadon, és néhányuk miközben sebeik ellátására a paprikovaci Szembetegségek Kórházába szállították őket, további bántalmazást szenvedtek el. Végül október 1-jén átadták őket az ICRC-nek.

## A boszniai szerb nyomozás
Jefto Jankovic, a Banja Luka-i Bíróság egykori vizsgálóbírója, aki a vád tanújaként jelent meg 2009-ben az egység tagjainak tárgyalásán, elmondta, hogy 1992. augusztus 23-án, miután hívást kapott a Banja Luka-i Közbiztonsági Állomásról, Korićani-sziklákhoz ment, hogy ott helyszíni szemlét tartson: „Körülbelül 15 óra körül érkeztünk meg. Láttuk, hogy a terület sziklás, a szurdok pedig körülbelül 100-300 méter mély. A szurdok alján két halom holttestet láttam. A holttestek egymás hegyén-hátán hevertek. Ijesztő látvány volt, valami olyasmi, amit még életemben nem láttam. Mivel lehetetlen volt megközelíteni őket, megkértem a bűnügyi technikusunkat, hogy rögzítse videokamerával. Ez minden, amit tettünk a helyszíni szemle során.”
Jankovićot ezután a VRS 22. dandárának kneževoi vezérkari parancsnokságára vitték, ahol beszélt két túlélővel, Medo Sivaccal és Midhat Mujkanovićtyal, akik elmesélték neki, hogyan sikerült túlélniük, amikor a lövöldözés kezdetekor leugrottak. Személyesen vitte őket Banja Lukába, majd később a Merhamet Iszlám Humanitárius Egyesülethez kerültek. Jankovic elmondta, hogy az áldozatok nagy száma miatt az ügyet további vizsgálat céljából a Banja Luka-i Közbiztonsági Állomásnak adta át, és azt állította, hogy nem tud további részleteket az elkövetőkről vagy az áldozatokról.

## Letartóztatások és perek
A gyilkosságokat végrehajtó csoport vezetőjét, Darko Mrđát az SFOR 2002-ben letartóztatta, és az ICTY bírósága elé állította. 2004-ben kétrendbeli emberiesség elleni bűncselekmény (kiirtás és embertelen cselekmények) és egy rendbeli háborús törvények vagy szokások megsértése (gyilkosság) miatt bűnösnek találták, és 17 év börtönbüntetésre ítélték. Mrđát vélhetően Simo Drljača, Prijedor rendőrfőnöke utasította a bűncselekmény elkövetésére, akit 1997-ben, miközben ellenállt egy letartóztatási kísérletnek az SFOR-katonák lőttek le és öltek meg.
2009 májusában a Prijedori Közbiztonsági Állomás nyolc korábbi tagját és a Korićani-szikláknál elkövetett bűncselekményekkel vádolt sürgősségi rendőrségi osztagot is a Bosznia-Hercegovinai Bíróság elé állították. Damir Ivankovićot, Zoran Babićot, Gordan Đurićot, Milorad Radakovićot, Milorad Škrbićet, Ljubiša Četićet, Dušan Jankovićot és Željko Stojnićot emberiesség elleni bűncselekményekkel vádolták, mivel az ügyészség azzal vádolta meg őket, hogy részt vettek az 1992. augusztus 21-én kicserélni kívánt horvát és bosnyák civilek konvojjának megszervezésében és kísérésében, amelyből körülbelül 200 embert választottak le, mielőtt a Korićani-szikláknál automata fegyverrel lelőtték volna le őket.
A szakadéknál 2009 augusztusában végzett exhumálást követően az intervenciós osztag és a területvédelmi egység további két korábbi tagját, Branko Topolát (szolgálatban lévő rendőrtiszt) és Petar Čivčićet[18] szintén azzal a gyanúval tartóztatták le, hogy részt vettek a mészárlásban. were also arrested on suspicion of taking part in the massacre.
A Bosznia-Hercegovinai Bíróság 2010. december 21-iki elsőfokú ítélete Zoran Babićot, Milorad Škrbićet, Dušan Jankovićot és Željko Stojnićot bűnösnek nyilvánította 1992 folyamán Prijedor községben bűnszervezetben való részvételben, amelynek célja nemszerb civilek üldöztetése, kirablása és meggyilkolása volt. Több mint 150 férfi civil meggyilkolása miatt, amelyet 1992. augusztus 21-én Koricani-szikláknál követtek el, Babićot és Škrbićet 22 év, Stojnicot pedig 15 év börtönbüntetésre ítélték. Valamennyien a Prijedori Közbiztonsági Állomáson lévő intervenciós osztag korábbi tagjai voltak. A közbiztonsági állomás egykori parancsnokát, Dušan Jankovićot bűnösnek találták a gyilkosságok megrendelésében, és 27 év börtönre ítélték. Milorad Radakovićot minden vád alól felmentették, mert kiderült, hogy egészségügyi dolgozóként vett részt a konvojban, nem vett részt az áldozatok szétválasztásának és megölésének tervében, és mivel a buszon maradt, nem vehetett részt a kivégzésekben sem. Az ítéleteket befolyásolta Babić „súlyos egészségi állapota”, tanúvallomása, miszerint Škrbić „megvédett néhány civilt az általa kísért buszon”, valamint Stojnic életkora (mivel 21 évesnél fiatalabb volt, nem ítélték hosszú távú szabadságvesztésre). Három másik vádlott korábban elismerte bűnösségét: Damir Ivanković, aki beleegyezett, hogy vallomást tegyen a többi vádlott ellen; 14 év börtönbüntetésre ítélték. Gordan Đurićot, aki azt vallotta, hogy nem akart részt venni a gyilkosságban, ehelyett egy szikla mögé bújt, de engedelmeskedett a parancsnak, hogy álljon őrt, és biztosítsa a kivégzések helyszínét, nyolc év börtönbüntetésre ítélték. Ljubiša Četić szintén elismerte bűnösségét, és 13 év börtönre ítélték. Dušan Janković, akit 2009 novemberében korlátozó feltételek mellett engedtek ki a börtönből, nem vett részt a meghallgatáson. Amikor nem jelent meg, ügyvédje, Ranko Dakić közölte a Bírósággal, hogy „az autója lerobbant”. Erre a bíróság elrendelte Janković letartóztatását, mint olyan személyét, aki az igazságszolgáltatás elől menekül.

## A maradványok helye
Bár a túlélők vallomásának és Damir Ivankovic vallomásának köszönhetően 2003-ban szakértők találtak néhány maradványt, 2009-ig a legtöbb áldozat maradványainak holléte ismeretlen maradt. A holttesteket valószínűleg Bosznia-Hercegovina különböző helyein tömegsírokban temették el.
Miután a hatóságok nem indítottak komoly nyomozást az eltűnt személyek vagy holttestek felkutatására, 2008 szeptemberében az Advocacy Center – TRIAL (ACT) Project a Vlasic-hegyi mészárlás áldozatainak rokonai nevében hat egyéni keresetet nyújtott be az Emberi Jogok Európai Bíróságához nyolc bosnyák férfi eltűnésével kapcsolatban.
2009 júliusában/augusztusában a Boszniai Eltűnt Személyek Intézete (IMP) megvizsgált egy tömegsírt a Korićani-sziklákon. 2009 augusztusának végéig legalább 60 egyed maradványait emelték ki a mély szakadékból. A holttestek egy részét elégették, másokat pedig a bűncselekmény nyomainak elrejtése érdekében áthelyeztek. Amor Mašović, az IMP munkatársa szerint ezek az egyik busz halottai voltak.
2010 decemberében a Boszniai Eltűnt Személyek Intézete bejelentette, hogy további kutatást fognak végezni, mivel feltételezhető, hogy a Korićani-szikláknál egy másik tömegsír is létezhet.

## Kultúra
A mészárlásról szóló beszámolót Joe Sacco „Safe area Goražda” (Goražde biztonsági zóna) című, 2000-ben megjelent könyvében mutatta be.

## Fordítás
Ez a szócikk részben vagy egészben  a   Korićani Cliffs massacre című angol Wikipédia-szócikk ezen változatának fordításán alapul.  Az eredeti cikk szerkesztőit annak laptörténete sorolja fel. Ez a jelzés csupán a megfogalmazás eredetét és a szerzői jogokat jelzi, nem szolgál a cikkben szereplő információk forrásmegjelöléseként.